# April 2023
Portal Geschichte | Portal Biografien | Aktuelle Ereignisse | Jahreskalender | Tagesartikel

◄ |
20. Jahrhundert |
21. Jahrhundert

◄ |
1990er |
2000er |
2010er |
2020er
| 2030er | 2040er

◄ |
2019 |
2020 |
2021 |
2022 |
2023
| 2024 | 2025 | 2026 | 2027 | ►

◄ |
Januar 2023 |
Februar 2023 |
März 2023 |
April 2023 |
Mai 2023 |
Juni 2023 |
Juli 2023 |
►
Dieser Artikel behandelt tagesbezogene Nachrichten und Ereignisse im April 2023.

## Tagesgeschehen

### Samstag, 1. April 2023
- Neu-Delhi/Indien: In Indien tritt ein neues Einkommensteuergesetz in Kraft. Es ist eine bedeutende Änderung gegenüber dem alten Gesetz von 1961 und enthält eine umstrittene Angel Tax-Bestimmung, die darauf abzielt, einen Teil des Einkommens zu erfassen, das von ausländischen Investoren ins Land gelangt, die Indiens Start-ups finanzieren.[1]
- New York/Vereinigte Staaten: Russland übernimmt, obwohl kriegführend, turnusmäßig den Vorsitz im Sicherheitsrat der Vereinten Nationen.[2]
- Tokio/Japan: Wissenschaftler der University of Western Australia berichten über ihre bereits im September 2022 mittels eines Tauchroboters erfolgte Beobachtung einer Scheibenbauchfischart, genannt „Pseudoliparis belyaevi“ in 8.336 Metern Tiefe im Boningraben vor der Südküste Japans. Dies ist die niedrigste Schwimm-Tiefe, die für einen Fisch bisher aufgezeichnet wurde, und kommt der geschätzten maximalen Tiefe am nächsten, in der Fische überleben können.[3]

### Sonntag, 2. April 2023
- Andorra la Vella/Andorra: Parlamentswahl
- Goma/Demokratische Republik Kongo: Südsudanesische Truppen treffen in Goma in der Demokratischen Republik Kongo ein und sind damit das vierte Land, das sich einer Koalition von Friedensmissionen zur Bekämpfung von Aufständen im Kivu-Konflikt in der Provinz Nord-Kivu anschließt.[4]
- Helsinki/Finnland: Aus der Parlamentswahl geht die konservative Sammlungspartei unter Petteri Orpo als stärkste Kraft hervor.
- Paris/Frankreich: Bei einer nicht bindenden, von der Stadt jedoch für sich bindend erklärten, Bürgerbefragung in Paris sprechen sich 89 Prozent der Abstimmenden gegen einen Weiterbetrieb von E-Tretroller-Verleihsystemen in der Stadt aus.
- Planica/Slowenien: Ende des Skisprung-Weltcups 2022/23
- Podgorica/Montenegro: Jakov Milatović gewinnt die Stichwahl der Präsidentschaftswahl gegen den Amtsinhaber Milo Đukanović.[5]
- Sofia/Bulgarien: vorgezogene Parlamentswahl
- St. Petersburg/Russland: Bei einem Anschlag in einem Café im Zentrum von St. Petersburg wird der ultranationalistische russische Kriegsblogger Wladlen Tatarski getötet, 30 weitere Personen, die sich zur Zeit der Detonation im Café befunden haben, erleiden Verletzungen. Offenbar befand sich der Sprengstoff in einer Büste, die ihm kurz zuvor bei einem Vortrag übergeben wurde.

### Montag, 3. April 2023
- Moskau/Russland: Russland kündigt ein Importverbot für armenische Milchprodukte an, während sich die Beziehungen zwischen den beiden Ländern weiter verschlechtern.[6]

### Dienstag, 4. April 2023

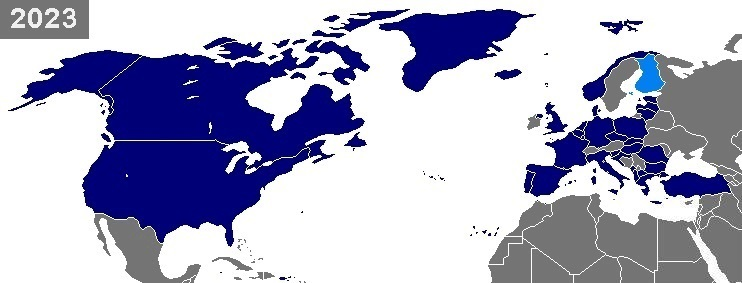
NATO-Erweiterung – Finnland

- Brüssel/Belgien: Finnland wird 31. Mitglied der NATO.[7]
- New York/Vereinigte Staaten: Donald Trump wird als erster ehemaliger US-Präsident der Geschichte angeklagt.
- Voorschoten/Niederlande: Bei der Entgleisung eines Zuges in Voorschoten, Südholland, werden eine Person getötet und 50 weitere verletzt, neunzehn von ihnen werden in ein Krankenhaus eingeliefert.[8]
- Lima/Peru: Der peruanische Kongress stimmt gegen den Antrag auf Amtsenthebung von Präsidentin Dina Boluarte wegen der mutmaßlichen Tötung von Demonstranten während der anhaltenden Proteste, inmitten einer sich verschärfenden Unruhe in der Politik des Landes.[9]

### Mittwoch, 5. April 2023
- Jerusalem/Israel: Als Reaktion auf Ausschreitungen der vergangenen Tage stürmt die israelische Polizei die Al-Aqsa-Moschee in Jerusalem und verletzt sieben Palästinenser. Dies führt zu Zusammenstößen im Westjordanland und in Gazastreifen, wo neun Raketen auf Israel abgefeuert werden.[10]
- Charlottesville/Vereinigte Staaten: Wissenschaftler entdecken auf dem Exoplaneten YZ Ceti b, der zum YZ Ceti-System gehört, Ausbrüche von Strahlung im Radiowellenbereich. Die Studien werden in der Fachzeitschrift Nature Astronomy veröffentlicht.[11]
- Simi Valley/Vereinigte Staaten: Die taiwanesische Präsidentin Tsai Ing-wen trifft sich mit dem Sprecher des US-Repräsentantenhauses Kevin McCarthy in der Ronald Reagan Presidential Library in Simi Valley, Kalifornien, trotz des diplomatischen Drucks, den China auf dieses Treffen ausübt.[12]
- Warschau/Polen: Der ukrainische Präsident Wolodymyr Selenskyj stattet Polen einen offiziellen Besuch ab. Während seines Treffens mit dem polnischen Präsidenten Andrzej Duda erhält Selenskyj den Orden des Weißen Adlers, den höchsten Orden Polens.[13][14]

### Donnerstag, 6. April 2023
- London/Vereinigtes Königreich: Die englische Fußballnationalmannschaft der Frauen gewinnt die erste Finalissima gegen die brasilianische Fußballnationalmannschaft der Frauen mit 4:2 im Elfmeterschießen.

### Freitag, 7. April 2023
- Moskau/Russland: Der in Russland verhaftete US-amerikanische Journalist Evan Gershkovich wird wegen Spionage angeklagt.

### Samstag, 8. April 2023
- N’Djamena/Tschad: Der Tschad erklärt den deutschen Botschafter Gordon Kricke wegen einer „unhöflichen Haltung“ und „Nichteinhaltung der diplomatischen Gepflogenheiten“ zur Persona non grata.
- Tallinn/Estland: Fünf Wochen nach der Parlamentswahl in Estland einigen sich drei Parteien auf ein neues Regierungsbündnis unter Führung von Ministerpräsidentin Kaja Kallas.

### Sonntag, 9. April 2023
- Amhara/Äthiopien: Beginn des Amhara-Kriegs

- Roubaix/Frankreich: Mathieu van der Poel gewinnt das Radrennen Paris–Roubaix.

### Dienstag, 11. April 2023
- Bern/Schweiz: Beginn einer außerordentlichen Session der eidgenössischen Räte im Zusammenhang mit der Übernahme der Credit Suisse durch die UBS.
- Rom/Italien: Zur Bewältigung einer stark angestiegenen Immigration erklärt die Regierung Meloni für vorerst sechs Monate den Ausnahmezustand im ganzen Land.[15][16]
- Sagaing/Myanmar: Die Streitkräfte von Myanmar verüben in Pazigyi in der Sagaing-Region ein Massaker, bei dem mindestens 130 Menschen sterben.

### Mittwoch, 12. April 2023
- Berlin/Deutschland: Die Bundesminister Lauterbach und Özdemir stellen Eckpunkte zur teilweisen Legalisierung von Cannabis in Deutschland vor.

### Donnerstag, 13. April 2023
- Klagenfurt am Wörthersee/Österreich: Nach der Landtagswahl in Kärnten 2023 findet die konstituierende Sitzung der 33. Gesetzgebungsperiode mit Wahl der Landesregierung Kaiser III statt.[17]

### Freitag, 14. April 2023
- Chișinău/Moldawien: Ein moldawisches Berufungsgericht verurteilt den prorussischen Oligarchen Ilan Șor in Abwesenheit zu 15 Jahren Haft.
- Kourou/Französisch-Guayana: Die Europäische Weltraumorganisation (ESA) schickt vom Raumfahrtzentrum Guayana aus die Weltraumsonde JUICE hauptsächlich zur Erkundung des Jupitermonds Ganymed.
- Mannheim/Deutschland: Beginn der Bundesgartenschau 2023
- Sanaa/Jemen: Mit dem ersten Flug zwischen der von den Huthi kontrollierten Hauptstadt Sanaa und der von der Regierung kontrollierten Stadt Aden beginnt ein großer Gefangenenaustausch zwischen den rivalisierenden Gruppen im Jemenitischen Bürgerkrieg, bei dem fast 900 Gefangene freigelassen werden sollen.[18]
- Accra/Ghana: Ghana lässt als erstes Land den Oxforder Malaria-Impfstoff R21/Matrix-M zu.[19]

### Samstag, 15. April 2023
- Berlin/Deutschland: Die letzten drei deutschen Kernkraftwerke Emsland, Isar 2 und Neckarwestheim 2 werden abgeschaltet.
- Sudan: Zwischen den rivalisierenden Sudanesischen Streitkräften und den Rapid Support Forces brechen Kampfhandlungen aus.
- N’Djamena/Tschad: Aufgrund der Kämpfe im Sudan schließt der Tschad die Grenze zu seinem östlichen Nachbarland.[20]
- Paris/Frankreich: Präsident Emmanuel Macron unterzeichnet das Gesetz zur Rentenreform, während die Proteste im Land zunehmen.[21]
- Avarua/Cookinseln: Das Parlament der Cookinseln entkriminalisiert gleichgeschlechtliche Beziehungen zwischen Männern.[22]
- Chorin/Deutschland: Das Kuratorium Nationalerbe-Baum der Deutschen Dendrologischen Gesellschaft (DDG) zeichnet eine Winterlinde zum Nationalerbe-Baum aus.[23]

### Sonntag, 16. April 2023
- Eurajoki/Finnland: Mit Block 3 des Kernkraftwerks Olkiluoto geht der leistungsstärkste Atomreaktor in Europa in Betrieb.
- Papeete/Französisch-Polynesien: Parlamentswahl (1. Wahlgang)

### Montag, 17. April 2023
- Hannover/Deutschland: Hannover-Messe (bis 21. April)

### Dienstag, 18. April 2023
- Moskau/Russland: Ein russisches Gericht entscheidet, dass der US-Journalist Evan Gershkovich in U-Haft bleibt.[24]

### Donnerstag, 20. April 2023
- Südostasien, Australien, Neuseeland, Mikronesien: Hybride Sonnenfinsternis
- Brüssel/Belgien: Mit der durch das EU-Parlament beschlossenen Mica-Verordnung zur Regulierung von Kryptowährungen werden anonyme Zahlungen verboten.[25]

### Freitag, 21. April 2023
- Marl/Deutschland: Verleihung des Grimme-Preises 2023

### Samstag, 22. April 2023
- Wien/Österreich: Romyverleihung 2023
- Röbel/Müritz: Die Kroneiche erhält vom Kuratorium Nationalerbe-Baum der DDG die Auszeichnung zum Nationalerbe-Baum.[26]

### Sonntag, 23. April 2023
- Salzburg/Österreich: Landtagswahl in Salzburg 2023

### Montag, 24. April 2023
- Road Town/Britische Jungferninseln: Parlamentswahl

### Donnerstag, 27. April 2023
- Mersin/Türkei: Einweihung des ersten türkischen Atomkraftwerks Akkuyu durch Staatspräsident Recep Tayyip Erdoğan und Russlands Präsident Wladimir Putin.

### Freitag, 28. April 2023
- Wien/Österreich: Amadeus-Verleihung 2023
- Möckern/Deutschland: Das Kuratorium Nationalerbe-Baum der DDG zeichnet die Stieleiche in Klein Lübars zum Nationalerbe-Baum aus.[27]

### Sonntag, 30. April 2023
- Asunción/Paraguay: Parlaments- und Präsidentschaftswahl
- Thimphu/Bhutan: Parlamentswahl